# François Germer-Durand
Pour les articles homonymes, voir Germer et Durand.
Alexandre Joseph François Germer-Durand, né le 6 mai 1843 à Montpellier et mort le 1er juillet 1906 , est un architecte français.

## Biographie
François Germer-Durand étudie d'abord auprès de Henri Révoil à Nîmes puis entre à l'école des beaux-arts de Paris, atelier Laisné.
Durant sa carrière, il a notamment été l'architecte en chef du département de la Lozère, à partir du 1er janvier 1878, inspecteur des travaux diocésains du même département, ainsi que inspecteur archéologue, correspondant du ministère de l'Instruction publique et des Beaux-Arts, pour la conservation du mobilier historique, au sein de la ville de Mende.
Son corps repose au sein du cimetière de Florac, notamment auprès de son épouse Marie Louise Lucie Boyer, de leurs trois enfants (Louise, épouse Deloche ; Marie, épouse Delmas ; et Gaston Germer-Durand), de François Delmas (son petit fils), et de Léon Boyer (son beau frère).

## Réalisations
Il a réalisé les travaux d'architecture suivants :
- Monument de Duguesclin à Châteauneuf-de-Randon ;
- Monument de Léon Boyer à Florac ;
- Églises de Pouzilhac et de Salinelles.
- Reconstruction de l'Hôtel de préfecture de la Lozère, à Mende, après que ce dernier ait été ravagé par un incendie, en 1887.
- Construction de la maison d'arrêt de Mende.
- Construction de l'École normale d'instituteurs et de l'École normale d'institutrice, à Mende.
- Construction de divers bâtiments servant à l'asile d'aliénés de Saint-Alban-sur-Limagnole (Lozère).
- Relevé et restauration de la Porte d'Auguste, à Nîmes.
- Relevé de la Tour de Constance, à Aigues-Mortes.

## Distinctions
Membre de l'Académie de Nîmes, il est aussi membre correspondant à la société académique d'architecture de Lyon en 1874. Il est officier de l'Instruction publique en 1889, membre correspondant de la société des antiquaires de France, membre de la société d'Agriculture, Sciences et Arts de la Lozère, et membre de l'union syndicale des Architectes de France. Il est également fait officier d'Académie en 1896.